# 韋爾布亞廷
49°4′8″N 25°16′21″E / 49.06889°N 25.27250°E
韋爾布亞廷（羅馬化：Verbiatyn）是烏克蘭的村落，位於該國西部捷爾諾波爾州，由喬爾特基夫區負責管轄，處於巴里什河右岸，距離奧澤里亞尼和巴里什1公里，面積0.82平方公里，2001年人口366。